# 電氣化鐵路

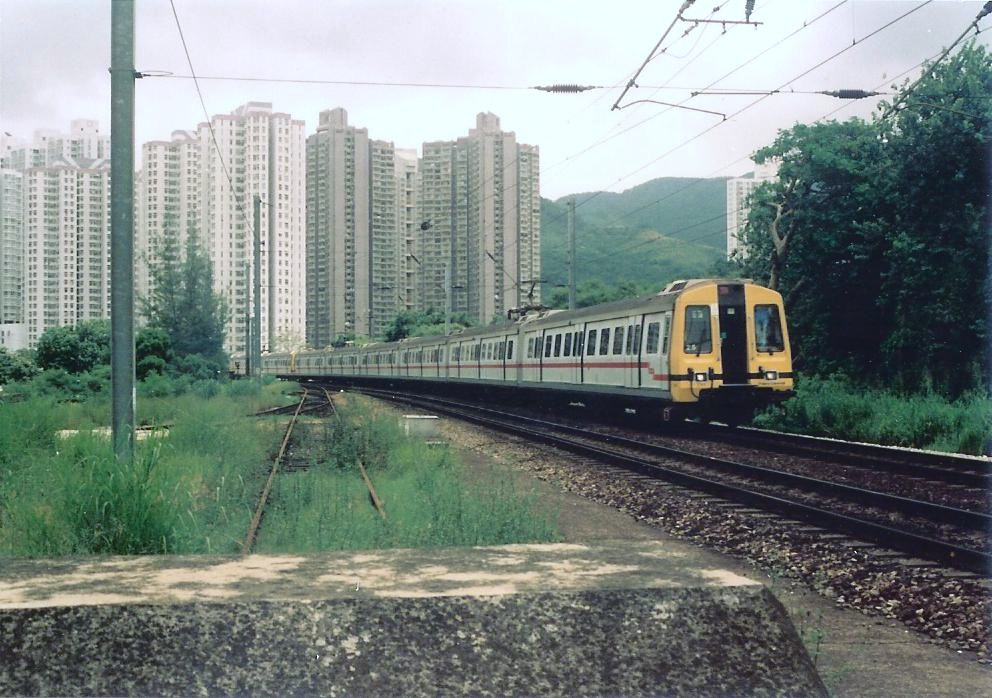
翻新前的都城嘉慕列車在香港九廣鐵路(現東鐵綫)行走

电气化铁路，亦稱電化鐵路，是由电力机车或電聯車這兩種鐵路列車（即通稱的火車）為主，所行走的铁路。
可以用以下方法来对电气化铁路进行分类：
- 电力来源：轨道供电、架空電纜、超級電容
- 供电类型：直流供电、交流供电

## 电力来源

### 轨道供电

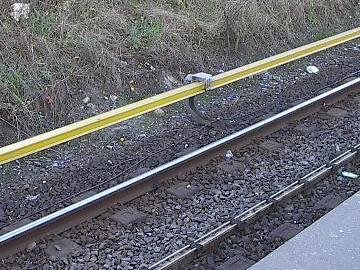
第三轨供电

采用轨道供電的电气化铁路通常铺设额外的供电轨道，用来连接电网和机车，为机车提供电力供应，亦称为第三轨供电，这条轨道称为第三轨。也有少数铁路使用第四轨（例如伦敦地铁）作为电流回路。

### 架空电缆供电

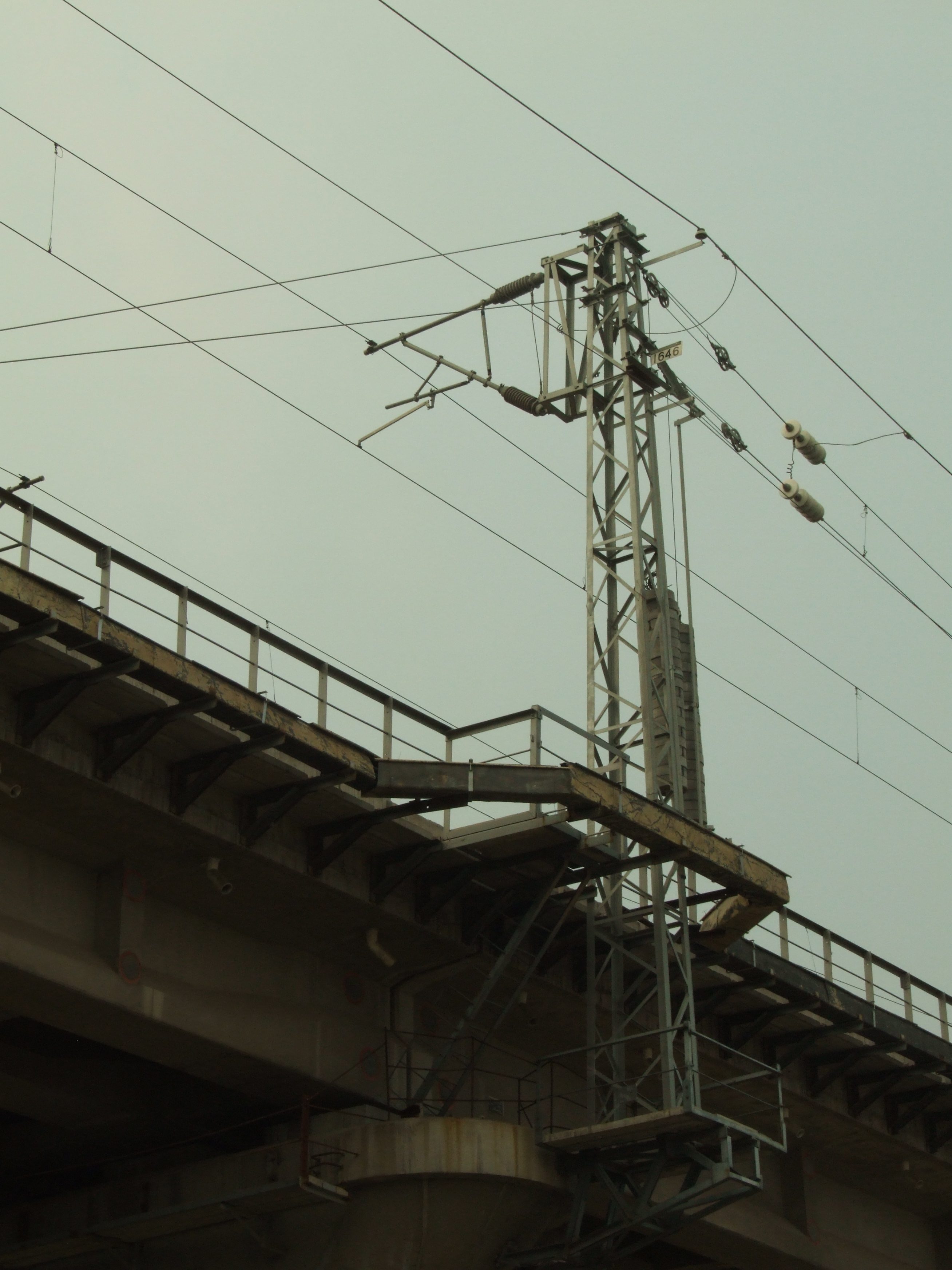
接触网供电

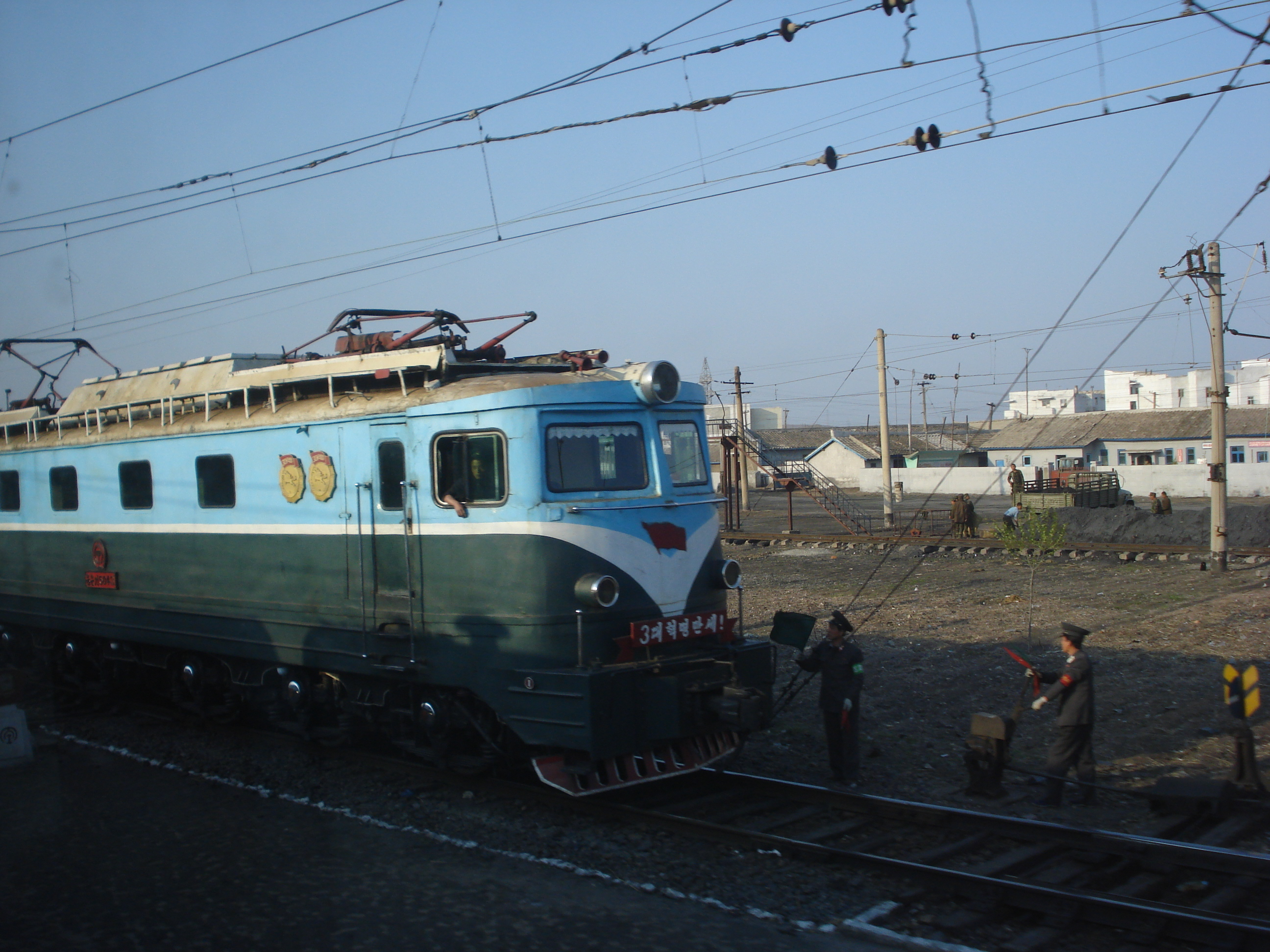
朝鮮「紅旗1號」電氣化火車

架空电缆（或高架电缆），在中国大陆称为接觸網供電，在台灣稱為架空電車線供電。相對而言，在中国大陆和台灣，架空电缆和高架电缆一般是指高压输电线路。
架空电缆由列車的架式集電弓连接，从铁路的電網取电。导线通过列车正常的运行轨道接地形成回路，分为柔性和刚性两種。架空电缆同時具有高壓輸電道的好处，例如日本京急線。此外，較新的鐵路亦有採用剛性電纜，並可過渡至一般高架電纜。

### 内置蓄电装置
如果不使用外部连续供电，可以借助超級電容、锂离子电池或内燃机使電力列車暂时摆脱运行沿途的供电线路，在非電化鐵路或交流電鐵路中的中性區行駛。但需要在特定的供电点（例如车站）充电来补充消耗的电能。例如廣州市內的有軌電車系統的列车、中国国铁的CJ5、JR東日本的EV-E301系和EV-E801系、台灣高雄輕軌的 CAF Urbos 3系和 Citadis X-05 305系。

### 標準電壓
下表列出了國際標準及歐洲標準（EN）中，最常見的六款電氣化鐵路電壓。
| 電氣標準                                      | 電壓         | 電壓       | 電壓   | 電壓       | 電壓         |
| 電氣標準                                      | 最低非永久性 | 最低永久性 | 標稱   | 最高永久性 | 最高非永久性 |
| --------------------------------------------- | ------------ | ---------- | ------ | ---------- | ------------ |
| DC 600V                                       | 400V         | 400V       | 600V   | 720V       | 800V         |
| DC 750V                                       | 500V         | 500V       | 750V   | 900V       | 1000V        |
| DC 1500V                                      | 1000V        | 1000V      | 1500V  | 1800V      | 1950V        |
| DC 3000V                                      | 2000V        | 2000V      | 3000V  | 3600V      | 3900V        |
| AC 15000V 16.7Hz                              | 11000V       | 12000V     | 15000V | 17250V     | 18000V       |
| AC 25000V 50Hz（EN 50163）或60Hz（IEC 60850） | 17500V       | 19000V     | 25000V | 27500V     | 29000V       |

## 供电类型

### 直流供电
早期的电气化铁路采用电压相对低的直流供电。机车或动车组的电动机直接连接在电网主线上，通过并联或串联在电动机上的电阻和继电器来进行控制。隨着電力電子學的出現，利用電子零件作開關，便可改變直流電電壓的有效值，利用逆變器可以把直流電變成交流電，而且頻率可以控制。因此，直流及交流電動機均可以使用。
通常有轨电车和地铁的电压是600V，750V和1500V，铁路使用1500V和3000V。过去车辆使用旋转变流器来将交流电转换为直流电。现在一般使用半导体整流器完成这个工作。
采用直流供电的系统比较简单，但是它需要较粗的导线，供電站之间距离也较短，并且直流线路有显著的电阻损失。
荷兰、日本、澳大利亚、印尼、香港、馬來西亞、丹麥的一些地区、法国的少数地区和中国大陸部分城市轨道交通系统以及路外工矿企业的线路使用1500V的直流电，其中，荷兰实际使用的电压大约有1600V到1700V。
比利时、意大利、西班牙、波兰、捷克北部、斯洛伐克、前南斯拉夫、前苏联、北韩、南非、摩洛哥、巴西部分地区和智利使用3000V直流电。

### 低频交流电
一些欧洲国家使用低频交流电来给电力机车供电。德国、奥地利和瑞士使用15kV 16.7Hz交流电。
15kV系統原本以同步發電機供電，但後來使用感生發電機供電。以16+2⁄3Hz運作時，感生發電機會出現直流分量，並導致過熱問題。作為解決方案，供電频率由原本工頻的1⁄3隨意地改成16.7Hz，同時，此頻率也落在原本16+2⁄3Hz的允許範圍內，確保了鐵路可正常運作。在挪威和瑞典，以同步發電機供電的鐵路系統則繼續使用16+2⁄3Hz。
美国使用11000V或12500V 25Hz的交流电。机车的电机通过可调变压器来控制。

### 工频交流电
匈牙利曾经在二十世纪三十年代在电气化铁路上使用50Hz的交流电。然而直到五十年代以后才獲广泛使用。
目前，一些电气化机车使用变压器和整流器来提供低压脉动直流电给电动机使用，通过调节变压器来控制电动机速度。另一些则使用可控硅或场效应管来产生突变交流或变频交流电来供应给机车的交流电机。
这样的供电形式比较经济，但是也存在缺点：外部电力系统的相位负荷不等，而且还会产生显著的电磁干扰。
中国大陸、香港（港鐵東鐵線、屯馬線﹐以及廣深港高鐵香港段）、法国、英国、芬兰、丹麦、前苏联、前南斯拉夫、羅馬尼亞、保加利亚、土耳其、西班牙（標準軌高鐵路段）、東日本（東北、上越、北海道新幹線及北陸新幹線輕井澤以東）使用单相25000V50Hz电力供应，台灣高速鐵路、台灣鐵路股份有限公司、南韓、西日本（東海道、山陽、九州新幹線及北陸新幹線輕井澤以西）使用单相25000V60Hz电力供应，而美国通常使用单相12500V和25000V60Hz的交流电。另外日本東北、北海道地區使用20000V50Hz交流電，北陸地區、九州地區使用20000V60Hz交流電。

### 多種系統供電

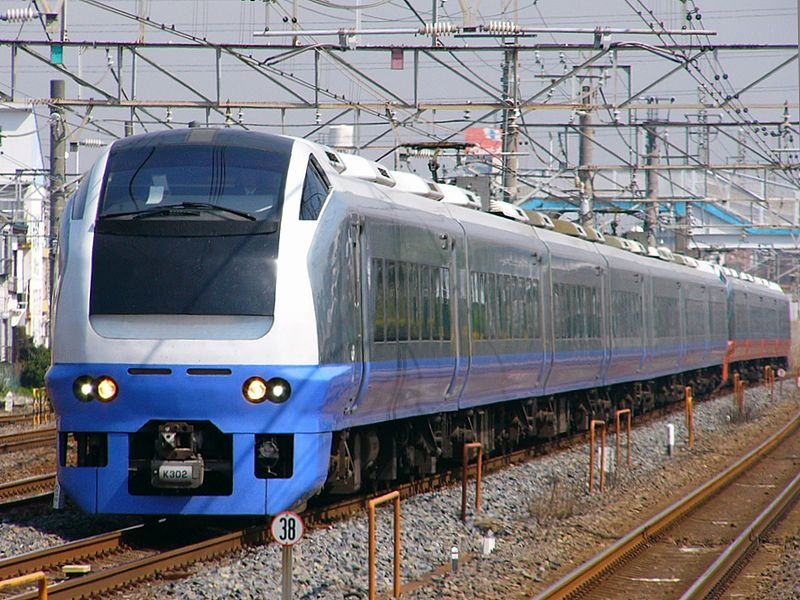
日本E653系採用雙交直流

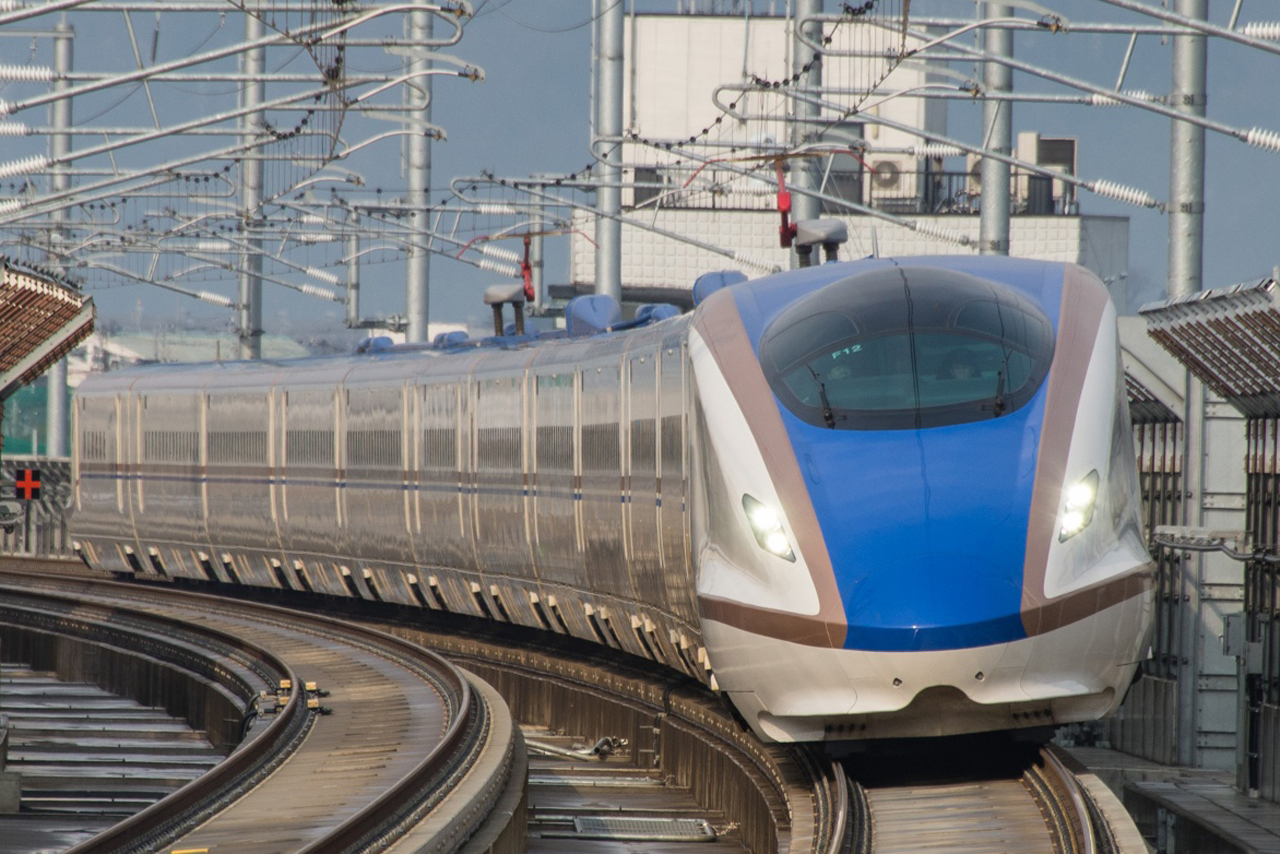
日本E7系為雙交型電車

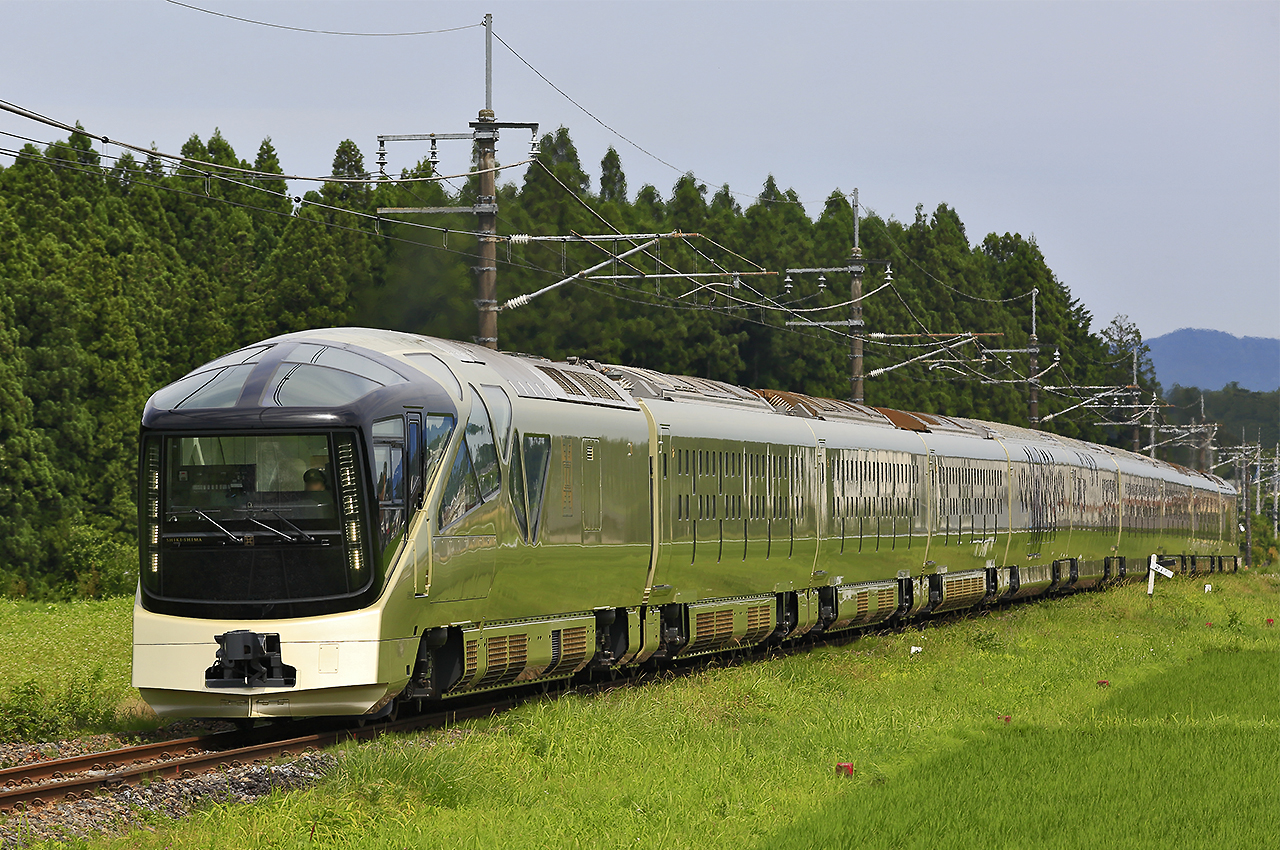
日本E001型採三交直流，外加柴油發電機，令其可行駛非電化區間

因為有這麼多的供電方式，有時候甚至一個國家内都採用不同的方式（如日本的交流電電網大致以糸魚川靜岡構造線為分界，以西是60Hz，以東是50Hz），所以列車經常必須從一種供電方式轉向為另一種供電方式。其中一種方法是在換乘站更換機車，然而會造成不便。
另一種方法是使用支援多種供電系統的機車。在歐洲，通常是支援四種供電系統(直流1500V、直流3000V、交流15000V16.67Hz、交流25000V50Hz)的機車，這樣，它在從一個供電系統到另一個的時候就可以不用停留。
而日本國鐵在上世紀60年代初已有交直流對應的列車機車、但當時只能對應其中50/60一個Hz，俗稱「單交直流型」。直至60年代尾才成功研發可在全日本電化區間的行走用的多种供电系统（直流1500V、交流20000V 50/60Hz），俗稱「雙交直流型」，並開始引進當時量產中的列車機車系列上，但在1987年由JR分社經營後，由於預期旅客電車不需再作全國性的調動或行走，加上雙交直流型電車成本較高，故除了至國鐵末年仍量產中的415系1500番台及之後的JR東日本的E653系、E655系是雙交直流型電車外，單交直流型的旅客電車重新獲各JR旅客會社採用。而因北海道新幹線與在來線共用海峽線這一段的路軌，但海峽線使用的電壓於北海道新幹線通車後升壓為交流25000V，與一般在來線使用的交流20000V有所不同，因此JR貨物開發、製造了能對應兩種交流電電壓的EH800型電力機車。另外，採交流電化的北陸新幹線，供電頻率在50Hz/60Hz間轉換數次，為此JR東日本與JR西日本共同開發了雙交型的E7系/W7系。而作為周遊（郵輪式）列車使用的JR東日本E001型是日本僅見的三交直流型電車（可使用直流1500V、交流20000V 50/60Hz、交流25000V 50Hz，除此之外自帶柴油發電機以行駛非電化區間）。

## 世界鐵路電氣化概況
世界上68個国家拥有电气化铁路。中國48000公里、俄羅斯43300公里、德国21013公里、印度18810公里、日本16965公里、法国15217公里。

### 欧洲

欧洲电气化铁路电压分布
750V 直流電
1500V 直流電
3000V 直流電
15kV 16.7Hz 交流電
25kV 50Hz 交流電
非电气化

### 台灣

#### 電氣化路線
- 臺灣鐵路管理局
  - 環島鐵路幹線
  - 成追線全線
  - 沙崙線全線
  - 內灣線新竹車站至竹中車站區間、六家線全線
- 台灣高鐵全線
- 台北捷運全線
- 新北捷運全線
- 桃園捷運全線
- 高雄捷運全線
- 台中捷運全線

## 優點
電氣化鐵路由於以電力為動力來源，不像傳統使用內燃機或蒸氣機動力的火車會造成沿線較大的噪音、空氣污染及車廂悶熱，特別在長隧道及地下化區間。另外電動機的起步及加速較快，可縮短列車運行時間，增加班次密度，也能提高总载运量（一列车能容更多乘客）。

### 引用
1. ↑  http://www.diga.idv.tw/bibletext/36501.pdf%5B%5D

### 书目
- 宮本昌幸 著：『鉄道の科学』，講談社2006年6月20日初版第1刷発行 ISBN 4062575205
- IEC 60850: Railway applications – Supply voltages of traction systems, 3rd edition (2007)
- The Office of the Supreme Leader, Sayyid Ali Khamenei. 20 March 2009. Retrieved 27 January 2011.